# Lepechiniella sarawschanica
Lepechiniella sarawschanica là loài thực vật có hoa trong họ Mồ hôi. Loài này được Popov mô tả khoa học đầu tiên.